# رادوستین ناد اوسلاووو
رادوستین ناد اوسلاووو (به چکی: Radostín nad Oslavou) یک منطقهٔ مسکونی در جمهوری چک است که در ناحیه ژدار ناد سازاووو واقع شده‌است. رادوستین ناد اوسلاووو ۱۵٫۴۸ کیلومتر مربع مساحت و ۹۰۱ نفر جمعیت دارد و ۵۲۶ متر بالاتر از سطح دریا واقع شده‌است.